# Manetheren
Manetheren was een natie uit de wereld van het Rad des Tijds, een boekenserie van Robert Jordan.
Het lag tot voor de Trollok-oorlogen op de plaats waar nu Tweewater en een deel in het huidige Geldan ligt. De banier van Manetheren was een rode adelaar, die later ook weer door Perijn werd gehesen.
Een deel van de hoofdstad van Manetheren (dat ook Manetheren heet), bestaat nog steeds in de vorm van afgebrokkelde torens en ruïnes, hoog in de Mistbergen.
De stad en de natie waren de aanzetters tot het Convenant van de Tien Naties, die voor het eerst sinds het Breken van de Wereld stabiliteit in de wereld brachten. Aes Sedai werden in Manetheren hoog geacht.
Het land had nauwe banden met het noordelijke buurland Aridhol, en deze twee naties vochten samen in de Trollok-oorlogen.
Hierin verviel Aridhol tot de kwade stad Shadar Logoth. Manetheren werd aan het eind van de oorlogen door de Gruwheren en een leger Trolloks verwoest.
De tegenwoordige mensen van Tweewater hebben niet het flauwste benul eens de bewoners te zijn geweest van een machtige natie, hoewel namen als de rivier Manetherendrelle en Emondsveld - Aemons veld, naar de laatste koning van Manetheren, Aemon - er wel sterk aan doen denken.
Zelfs nu, honderden jaren na het verdwijnen van de natie, boezemt de naam Manetheren veel personen nog ontzag in.
Aiel-woestijn · Altara · Amadicia · Andor · Arad Doman · Arafel · Cairhien · Eilanden van het Zeevolk · Falme · Geldan · Illian · Kandor · Land van de Waanzinnigen · Malkier · Mayene · Morland · Saldea · Seanchan · Shara · Shienar · Tarabon · Tar Valon · Tyr · de Verwording